# Mesochorus zyganaus
Mesochorus zyganaus là một loài tò vò trong họ Ichneumonidae.